# Aquatica wuhana
Aquatica wuhana is een keversoort uit de familie glimwormen (Lampyridae). De wetenschappelijke naam van de soort werd voor het eerst geldig gepubliceerd in 2010 door Fu, Ballantyne en Lambkin.